# Елмер (Міссурі)
Елмер (англ. Elmer) — місто (англ. city) в США, в окрузі Мейкон штату Міссурі. Населення — 51 особа (2020).

## Географія
Елмер розташований за координатами 39°57′28″ пн. ш. 92°38′56″ зх. д. / 39.95778° пн. ш. 92.64889° зх. д. (39.957904, -92.648804).  За даними Бюро перепису населення США в 2010 році місто мало площу 0,66 км², з яких 0,66 км² — суходіл та 0,00 км² — водойми.

## Демографія
Згідно з переписом 2010 року, у місті мешкало 80 осіб у 36 домогосподарствах у складі 23 родин. Густота населення становила 122 особи/км².  Було 47 помешкань (71/км²).
Расовий склад населення:
| - 97,5 % — білих |

До двох чи більше рас належало 2,5 %. Частка іспаномовних становила 2,5 % від усіх жителів.
За віковим діапазоном населення розподілялося таким чином: 22,5 % — особи молодші 18 років, 50,0 % — особи у віці 18—64 років, 27,5 % — особи у віці 65 років та старші. Медіана віку мешканця становила 51,6 року. На 100 осіб жіночої статі у місті припадало 105,1 чоловіків;  на 100 жінок у віці від 18 років та старших — 100,0 чоловіків також старших 18 років.
Середній дохід на одне домашнє господарство  становив 41 244 долари США (медіана — 33 750), а середній дохід на одну сім'ю — 41 809 доларів (медіана — 35 625). Медіана доходів становила 28 125 доларів для чоловіків та 26 875 доларів для жінок. За межею бідності перебувало 29,2 % осіб, у тому числі 40,0 % дітей у віці до 18 років та 0,0 % осіб у віці 65 років та старших.
Цивільне працевлаштоване населення становило 32 особи. Основні галузі зайнятості: транспорт — 18,8 %, інформація — 12,5 %, сільське господарство, лісництво, риболовля — 12,5 %.